# 新庄藩
新庄藩（しんじょうはん）は、出羽国（羽前国）最上郡全域（現在の山形県新庄市周辺）と村山郡の一部（現在の北村山郡大石田町・村山市・西村山郡河北町）を統治した藩。居城は新庄城。

## 藩史
戸沢氏は鎌倉時代以来、出羽国に勢力を伸ばした名門であったが、戦国時代には出羽角館に割拠する小大名となっていた。しかし、「鬼九郎」と称された勇将・戸沢盛安の代になると着々と勢威を拡大した。しかし盛安は小田原征伐に参陣した直後に病に倒れ、24歳で死去した。その盛安の子・戸沢政盛は関ヶ原の戦いで東軍に属したため存続を許されたが、対上杉氏で消極的な行動をとったため所領を常陸松岡藩へ移封された。そして元和8年（1622年）、山形藩主であった最上義俊が家中騒動を理由に改易された後を受けて、6万石で入部し、新庄藩を立藩した。当初、最上家の家臣・鮭延家の居城であった真室城を居城としていたが、新庄城を築城してここを本拠とした。政盛は藩政の基礎を固めるために新田開発や鉱山開発、市場改革などを推し進めた。その結果、寛永2年（1625年）には、領内の実禄が6万石から6万8200石となっていた。
慶安3年（1650年）に政盛が死去し、その跡を戸沢正誠が継いだ。正誠の時代は60年の長きにわたったため藩政が安定化し、城下町の完成、家臣の新規召し抱え、領内総検地、貢租体系の改正（天和の盛付）、地方知行から蔵米制への移行寛文8年（1668年）といった改革も多数行なわれて、新庄藩は最盛期を迎えた。米収入では元禄13年（1700年）には13万200余俵、人口では元禄16年（1703年）に5万8000余人に達する。しかし正誠の治世末期から放漫財政のために財政が悪化した。第3代藩主戸沢正庸はこのような事態を打開するために厳しい倹約令（生徳の条々）を敷き、さらに地方整備などの藩政改革に取り組んだが、あまり効果は見られなかった。そして宝暦・天明・天保とこの地方に飢饉が襲いかかるにおよんで、年貢収納高は激減し、藩財政は破綻寸前となった。このころの新庄藩の衰退を示すものとして、負債だけでも9万4000両（藩の3、4年分の収入）、人口では最盛期に6万近くを数えたが、このころでは4万5000人にまで落ち込んでいた。
このような中で歴代藩主、特に第5代藩主戸沢正諶や第10代藩主戸沢正令は財政再建を主とした改革を目指したが、前者は改革に効果が見られず、後者は家督相続から4年にして急死するという不幸から、それぞれ失敗に終わった。しかし正令時代の家老・吉高勘解由が正令の遺志を引き継ぎ、緊縮財政・税制改革・養蚕奨励・新田開発などを主とした嘉永の改革を行なった結果、藩財政は再建されることとなった。
慶応3年（1867年）の庄内藩、上山藩、出羽松山藩などによる江戸薩摩藩邸の焼討事件では、薩摩藩と直接交戦はせず、江戸市中の巡邏を担当した。翌年（1868年）からの戊辰戦争では開戦当初の4月、新政府側の奥羽鎮撫軍が新庄に入ったため、4月23日に共に庄内領清川に攻め込むが、迎撃され惨敗した。同年、奥羽越列藩同盟に参加した。庄内藩に協力して新政府軍を圧倒したが、新庄藩の北に位置する久保田藩（秋田藩）が新政府側へ変節したのに同調し、奥羽越列同盟から離脱した。
新政府軍が再度新庄領への侵攻を期し、庄内藩ら同盟軍が主寝坂峠で防いでいた最中での離脱であり、これに激怒した庄内藩は新庄藩を攻撃、新庄城を攻め落とした。この際、城下町の大半が焼失している。その後も市街の再建は進まず、1878年（明治11年）7月半ばにこの地を訪れたイザベラ・バードは「みすぼらしい町」との感想を残している。
藩主の戸沢正実らは久保田藩に落ち延びている。以後、新庄藩は新政府軍が反撃するまでの70日間、庄内藩によって占領された。明治2年（1869年）、新政府側への変節による新政府軍優位を作り出した功績を賞されて、1万5000石を加増された。同年6月には版籍奉還により新庄藩知事となる。そして明治4年（1871年）の廃藩置県によって正実は東京に移住し、新庄藩は廃藩となって新庄県となる。そして同年9月に新庄県は山形県に編入された。

## 歴代藩主
戸沢家
6万8200石→8万3200石 外様→願譜代
1. 政盛
2. 正誠
3. 正庸
4. 正勝
5. 正諶
6. 正産
7. 正良
8. 正親
9. 正胤
10. 正令
11. 正実

## 藩領
現在の最上地方全域と、北村山郡、西村山郡の一部を知行地として領していた。うち、北村山郡、西村山郡は、現大石田町以南河北町谷地以北の最上川西岸であり、2万石に相当した。現村山市岩野を境として、上谷地郷と下谷地郷に分け、上谷地郷は大石田に横山番所、下谷地郷は谷地に北口番所を置き、代官を派遣して治めた。
最上郡内では、舟形、笹森、及位に口留番所、堀内と古口に船番所があり、交通を監視していた。領内では、舟形、新庄、金山、及位、清水、古口が宿場であり、このうち、金山と清水に本陣が置かれた。

### 幕末の領地
- 羽前国
  - 最上郡 - 86村
  - 村山郡のうち - 18村

## 藩邸
- 上屋敷は麻布（現在の港区麻布台二丁目）、下屋敷は南麻布（現在の港区南麻布四丁目。駐日フランス大使館の敷地内）にあった[3]。

## 特記事項
- 創作の忠臣蔵では、新庄藩3代藩主戸沢正庸は、浅野長矩の前に饗応役に任じられ、浅野同様、吉良義央に虐められていたとの記録が残っているが（『冷光君御伝記』『義人録』より）。下記の通り、時代的にありえない[4]。
- 松の廊下刃傷事件で赤穂藩改易の後、同藩の上屋敷は、元禄14年（1701年）3月17日（4月24日）に新庄藩2代藩主戸沢正誠に引き渡された。のち大名屋敷には使用されず町民地・農民地となった。